# William Davies (Paläontologe)
William Davies (* 1814 in Holywell, Flintshire; † 13. Februar 1891 in Labdens, Colliers End, Hertford) war ein britischer Paläontologe.

## Leben
Davies war schon durch sein Herbarium britischer Pflanzen bekannt, als er ab 1843 in der geologischen Abteilung des British Museum (aus dem später das Natural History Museum hervorging) angestellt wurde. Er arbeitete dort über Mineralogie (unter Charles König) und Paläontologie fossiler Wirbeltiere (besonders Fische). Er katalogisierte die Fossilien fossiler Säuger, die er und der Sammler Antonio Brady (1811–1881) im  Pleistozän des Themsetals fanden (in dem in England als Brickearth bezeichneten Löss). Ab 1846 war er beim British Geological Survey angestellt, mit der offiziellen Bezeichnung als Fossiliensammler, blieb aber auch weiter am Museum angestellt, an dem er 1875 Assistent (zuständig für alle Fossilien) wurde und 1880 Assistent 1. Klasse. Vor seiner Pensionierung 1887 war er noch am Umzug der Sammlungen in das Natural History Museum in der Cromwell Road in South Kensington beteiligt (abgeschlossen 1887). 
Er benutzte früh die Technik, bei Ausgrabungen großer Fossilreste (in diesem Fall einem Mammutschädel) auch die Umgebung mit auszugraben, fixiert durch Gips und verstärkt durch Eisenstangen. Mit seiner Erfahrung wurde er vom Museum ausgesandt, wenn es um die Bergung großer Fossilien ging, so 1874 bei der Bergung des Holotyps des jurassischen Stegosauriers Dacentrurus (wissenschaftlich bearbeitet von Richard Owen), der in einer Tongrube in Wiltshire gefunden wurde. Der Fund war ein Beispiel der Gefahren bei der Bergung großer Fossilien, da die Tonlinse, in die die Knochen eingebettet waren, bei der Bergung zerfiel. Er war auch Experte und Sammler für Fischfossilien. Am British Museum war er der Lehrer von Arthur Smith Woodward.
Von ihm stammen zwar einige Veröffentlichungen, er arbeitete aber eher im Hintergrund und teilte sein umfangreiches Wissen freigiebig mit anderen Wissenschaftlern.
1873 erhielt er die erste Murchison-Medaille. Er war ab 1877 Fellow der Geological Society of London und Fellow auf Lebenszeit. Sein Sohn Thomas Davies (1837–1891) war Mineraloge am British Museum und Herausgeber des Mineralogical Magazine.
Der Dinosaurier Thecospondylus daviesi wurde nach ihm benannt.